# Plesiocis cribrum
Plesiocis cribrum är en skalbaggsart som beskrevs av Thomas Casey 1898. Plesiocis cribrum ingår i släktet Plesiocis och familjen trädsvampborrare. Inga underarter finns listade i Catalogue of Life.